# 蝙蝠俠：勢不兩立
《蝙蝠俠：勢不兩立》（英語：Batman: Bad Blood）是一部2016年錄影帶首映的超級英雄動畫電影，為DC宇宙動畫原創電影的一部分兼DC动画电影宇宙的第六部作品。於2016年1月20日在iTunes和Google Play Store上推出，DVD和藍光版則於2016年2月2日發行。

## 劇情
故事敘述蝙蝠俠被一群神秘的惡徒襲擊而下落不明，使得夜翼、蝙蝠女俠、羅賓和蝠翼必須團結找出蝙蝠俠並與敵人對抗。

## 演員
- 賈森·奧馬拉 配音 「蝙蝠俠」布魯斯·韋恩（「Batman」Bruce Wayne）[1]
- 伊凡·史漢基 配音 「蝙蝠女俠」凱特·凱恩（「Batwoman」Kate Kane）[1]
- 肖恩·馬希爾 配音「夜翼」迪克·格雷森（「Nightwing」Dick Grayson）[1]
- 蓋烏斯·查爾斯 配音 「蝠翼」路克·福克斯（「Batwing」Luke Fox）[1]
- 史圖爾特·艾倫 配音 「羅賓」達米安·韋恩（「Robin」Damian Wayne）[1]
- 詹姆斯·加勒特 配音 阿福（Alfred Pennyworth）[1]
- 厄尼·赫德森 配音 盧修斯·福克斯（Lucius Fox）[1]
- 莫蓮娜·芭卡琳 配音 塔莉亞·奧·古（Talia al Ghul）[1]
- 約翰·迪馬吉奧 配音 重磅炸彈（Blockbuster）[3]
- 羅賓·阿特金·唐斯 配音 「瘋帽子」傑维斯·泰奇（「Mad Hatter」Jervis Tetch）
- 傑森·史匹塞克 配音 「計算器人」挪亞·庫特勒（「Calculator」Noah Kuttler）／殺手蛾（Killer Moth）
- 史蒂夫·布魯姆 配音 黑面具（Black Mask）／螢火蟲（Firefly）
- 崔維斯·威靈漢 配音 異教徒（Heretic）[4]

## 外部連結
- 互联网电影数据库（IMDb）上《蝙蝠俠：勢不兩立》的资料（英文）